# 英格兰的埃莉诺
英格兰的埃莉诺（1162年10月13日—1214年10月31日），亨利二世和阿基坦女公爵埃莉诺的次女，卡斯蒂利亚国王阿方索八世的妻子。兩人感情很好，阿方索死後，埃莉诺悲伤得无法履行各项仪式，只能由长女贝伦加利亚代行。儿子恩里克一世继位后因为年幼，埃莉诺摄政，但她身体已经不好，所以把事务都交给了贝伦加利亚。阿方索死后才26天，埃莉诺也去世。

## 子女
- 长女贝伦加利亚，卡斯蒂利亚女王
- 幼子恩里克一世，卡斯蒂利亚国王
- 布蘭卡，法蘭西國王路易八世王后